# Orchestre symphonique de la BBC
L’Orchestre symphonique de la BBC (en anglais : BBC Symphony Orchestra) est un orchestre symphonique londonien, principal orchestre de la BBC, à ne pas confondre avec l'Orchestre philharmonique de la BBC.

## Historique
L'orchestre est fondé en 1930 par Adrian Boult qui en devient chef principal jusqu'en 1950.
Des chefs permanents prestigieux ont dirigé la formation, tels Antal Doráti, Colin Davis, Pierre Boulez ou Guennadi Rojdestvensky, tandis que Arturo Toscanini ou Jukka-Pekka Saraste ont été régulièrement invités.
En 2000, l'orchestra a nommé son premier compositeur attitré en la personne de Mark-Anthony Turnage. John Adams devient de son côté le premier artiste associé en juin 2003.
L'orchestre a commandé des œuvres aux compositeurs Benjamin Britten, Michael Tippett, Luciano Berio, Elliott Carter, Harrison Birtwistle et Pierre Boulez.
L'orchestre joue chaque année un rôle prééminent dans les concerts d'été appelés BBC Proms qui se déroulent au Royal Albert Hall.
Les autres orchestres de la BBC sont le BBC Philharmonic, le BBC National Orchestra of Wales, le BBC Scottish Symphony Orchestra et l'Orchestre de concert de la BBC (en).

## Chefs principaux
- Sir Adrian Boult (1930–1950)
- Malcolm Sargent (1950–1957)
- Rudolf Schwarz (1957–1963)
- Antal Doráti (1962–1966)
- Sir Colin Davis (1967–1971)
- Pierre Boulez (1971–1975)
- Rudolf Kempe (1976)
- Guennadi Rojdestvensky (1978–1981)
- John Pritchard (1982–1989)
- Sir Andrew Davis (1989–2000)
- Leonard Slatkin (2000–2004)
- Jiří Bělohlávek 2006-2013)
- Sakari Oramo 2013-

### Autres orchestres londoniens
- Orchestre symphonique de Londres (London Symphony Orchestra)
- Orchestre philharmonique de Londres (London Philharmonic Orchestra)
- Orchestre philharmonique royal (Royal Philharmonic Orchestra)
- Orchestre Philharmonia
- English Chamber Orchestra
- Orchestre de l'âge des Lumières (Orchestra of the Age of Enlightenment)
- Academy of St Martin in the Fields
- London Mozart Players